# Бессонов, Андрей Стефанович
Андрей Стефанович Бессонов (1929—2005) — советский и российский зоолог, ветеринар, лауреат государственной премии СССР (1977), премии имени К. И. Скрябина (1986), заслуженный деятель науки РФ (1994).

## Биография
Родился 10 апреля 1929 года в селе Озеровском Гулькевичского района Краснодарского края.
В 1952 году — окончил Новочеркасский зооветеринарный институт имени 1-й Конной Армии, затем работал главным ветврачом Сямженского района Вологодской области.
В 1955 году поступил в аспирантуру при Всесоюзном (ныне Всероссийском) институте гельминтологии имени К. И. Скрябина (ВИГИС).
В 1959 году — окончил аспирантуру и защитил кандидатскую диссертацию, работал в том же институте на должностях младшего, старшего научного сотрудника, зав. лабораторией и заместителя директора по научной работе.
В 1970 году — защитил докторскую диссертацию.
С 1982 по 2002 годы — директор ВИГИС.
Умер 17 февраля 2005 года в Москве. Похоронен в Москве на Николо-Архангельском кладбище.
В 2006 году на здании института ВИГИС установлена мемориальная доска.

## Научная и общественная деятельность
Разработчик эпизоотологической классификации очагов трихинеллёза.
Под его руководством и при непосредственном участии разработаны и внедрены аппараты для механизированной экспертизы свиных туш на трихинеллез на мясокомбинатах, в ветлабораториях, устройство «ПТ-1» для диагностики трихинеллеза в полевых условиях.
Совместно с учеными других стран участвовал в создании рекомендаций ФАО, ВОЗ и ЮНЕП по профилактике и борьбе с трихинеллезом, эхинококкозами и цистицеркозами животных и человека.
Автор 370 работ, в том числе более 100 в зарубежных изданиях. Издано 12 монографий, получено 20 патентов и авторских свидетельств, в том числе 8 патентов зарубежных стран
Под его руководством защищено более 20 кандидатских и докторских диссертаций.
Являлся бессменным президентом Всесоюзного общества гельминтологов имени К. И. Скрябина (ныне Общества гельминтологов им. К. И. Скрябина РАН), руководителем секции «Инвазионных болезней с.-х. животных» Отделения ветеринарной медицины РАСХН, председателем диссертационного Совета при ВИГИС по защите кандидатских и докторских диссертаций.

Могила Бессонова на Николо-Архангельском кладбище Москвы.

## Избранные труды
- Эпизоотология (эпидемиология) и профилактика трихинеллеза: в 2 ч. — Вильнюс: Минтис, 1972—1975. — Ч. 1. — 1972. — 304 с.; Ч. 2. — 1975. — 381 с.
- Трихинеллез. — Киев: Урожай, 1977. — 111 с.
- Тениаринхоз-цистицеркоз. — М.: Наука, 1988. — 197 с.
- Тениоз Taenia solium-цистицеркоз. — М.: Колос, 1996. — 336 c.
- Профилактика паразитарных болезней на территории Российской Федерации: санитар. правила и нормы / соавт.: В. П. Сергиев и др.; Минздрав России. — М., 1997. — 167 с.
- Альвеолярный эхинококкоз и гидатидоз / РАСХН. — М., 2003. — 334 с.
- Основы общей и прикладной ветеринарной паразитологии: курс лекций / соавт.: К. П. Федоров и др.; Новосиб. гос. агроуниверситет и др. — Новосибирск, 2004. — 1029 с.
- Цистный эхинококкоз и гидатидоз / Всерос. ин-т гельминтологии им. К. И. Скрябина. — М., 2007. — 671 с.

## Награды
- Государственная премия СССР (в составе группы ученых, за 1977 год) — за цикл работ «Биологические основы профилактики гельминтозов сельскохозяйственных животных» (1962—1975)
- Премия имени К. И. Скрябина (1986) — за цикл работ на тему «Диагностика, терапия и профилактика важнейших гельминтозов»
- Заслуженный деятель науки Российской Федерации (26 июля 1994) — за заслуги в научной деятельности
- Золотая медаль имени К. И. Скрябина (РАСХН) (1996) — за цикл работ «Биолого-эпизоотологический мониторинг гельминтозов, усовершенствование мер профилактики и борьбы»